# Giesswein Sándor
Giesswein Sándor (Tata, Komárom vm., 1856. február 4. – Budapest, 1923. november 15.) eszperantista, pápai prelátus, politikus, író, társadalomtudós, az MTA levelező tagja, keresztényszocialista politikus, országgyűlési képviselő, 1916-tól 1921-ig a Szent István Akadémia elnöke, a Magyar Országos Eszperantó Egyesület elnöke.

## Életpályája
A gimnázium első négy osztályát szülővárosában, a tatai piaristáknál végezte 1865 és 1869 között, a felsőbb osztályokat pedig Győrött, a bencés gimnáziumban, kispapként fejezte be. A teológiát Bécsben és Budapesten végezte, 1878-ban szentelték pappá, 1897-ben kanonok, 1902-ben apát, 1909-ben pápai prelátus lett. 1904-től a Keresztényszociális Egyesületek Szövetségének elnöke. A magyaróvári 
kerület néppárti jelöltjeként 1905-ben kapott mandátumot, és közel húsz éven át képviselte választóit a magyar parlamentben. Megtanulta, és aktív támogatója volt a volapük, majd az eszperantó nyelvnek.
Giesswein az első világháború évei alatt egyre következetesebben békepárti lett, s a keresztény humanizmus szellemében támadta a terrort, a faji megkülönböztetést és a társadalmi igazságtalanságokat, 1910-ben a Magyar Békeegyesület elnöke lett. Támogatta a feministákat, majd a háború alatt az antimilitarista mozgalmakat.
1911-ben a Magyar Országos Eszperantó Egyesület elnökévé választotta, ezt a tisztségét haláláig töltötte be. Nemzetközi Katolikus Eszperantista Szövetség vezetőségi tagja volt. Több eszperantó nyelvű prédikációt és szentmisét tartott, annak ellenére, hogy az eszperantó csak a második vatikáni zsinat után lett elfogadott liturgikus nyelv. Ilyen misékre és prédikációkra nemzetközi találkozók alkalmával került sor. 1923-ban megalapította az Eszperantisták Nemzetközi Békeligáját, itt haláláig elnökölt.
Eredetileg Budapesten, a Kerepesi temetőben helyezték örök nyugalomra, de 1958-ban földi maradványait exhumálták és a Győri bazilika altemplomában temették újra, ma is ott nyugszik.

## Munkássága
1914-től igazgatósági tagként vezetője volt a Magyar–Lengyel Egyesületnek. Szerkesztette az Auróra című kereszténydemokrata irányvonalú politikai hetilapot 1919 decemberétől 1923-ig. Több könyve jelent meg nyelvészeti, filozófiai, politikai és társadalmi (szociológiai) témákról. Barankovics István 1947 augusztusában a Demokrata Néppárt zászlóbontásakor ezt mondta róla: „A mi nagy előfutárunk Giesswein, a modern szociális és demokratikus kereszténypolitika tiszta forrása.” Emlékére a magyaróvári templom kertjében felállították mellszobrát, amelynek felirata: „Giesswein Sándor a szeretet és béke apostola.”

## Emlékezete

### Első Giesswein Emlékbizottság
Az első emlékbizottság halála után alakult meg. 1925-ben Vikár Béla és Miklóssi Ferdinánd Leó vezetésével megemlékezést tartottak sírjánál a Kerepesi temetőben.

### Giesswein-emlékbizottság
A magyaróvári Szent Gotthard egyházközség hozta létre 2006-ban a szociális felelősségvállalás – az örök emberi értékeken alapuló politizálás elismerésére. Giesswein-emlékéremmel tüntetik ki a Giesswein emléknapon a társadalmi környezet iránt nem közönyös egyéneket.
Giesswein-emlékérmet kaptak:
- Böjte Csaba ferences rendi szerzetes – 2012[3]
- Kozma Imre atya – a Magyar Máltai Szeretetszolgálat elnöke – 2011
- Iváncsics János egyetemi tanár – 2011 (posztumusz)[4]
- Semjén Zsolt a Kereszténydemokrata Néppárt elnöke, miniszterelnök helyettes – 2010[5]
- Michl József Tata kereszténydemokrata polgármestere – 2009[6]

### Eszperantáliák[7]

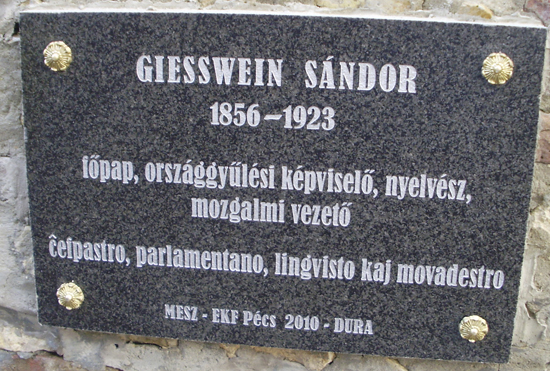
Emléktáblája a pécsi Eszperantó Parkban (2010)

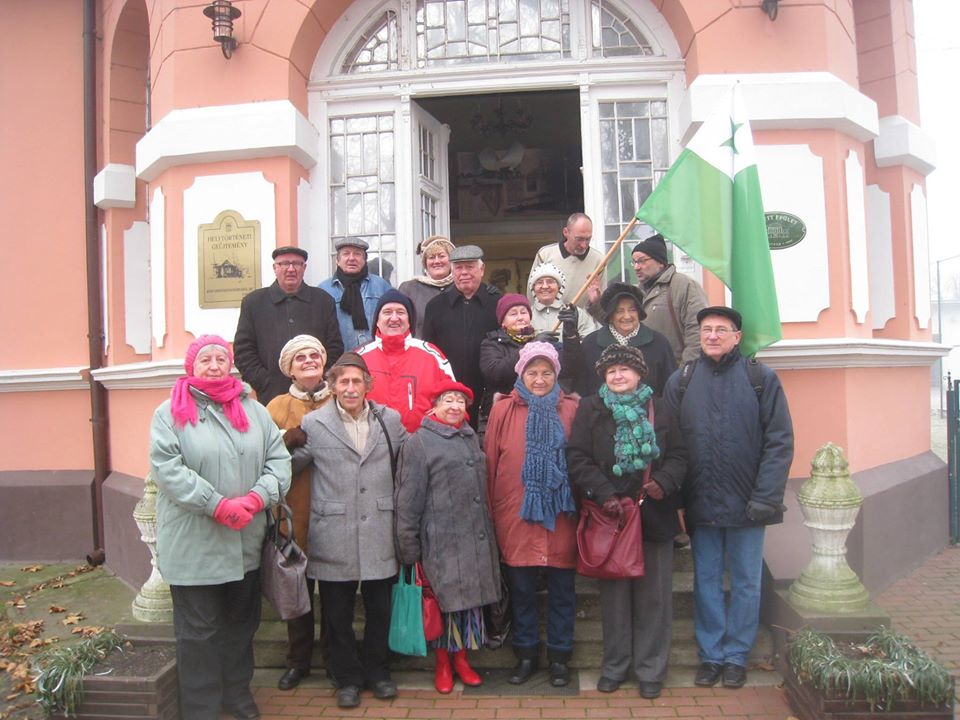
Eszperantisták látogatása Dombóváron – 2016

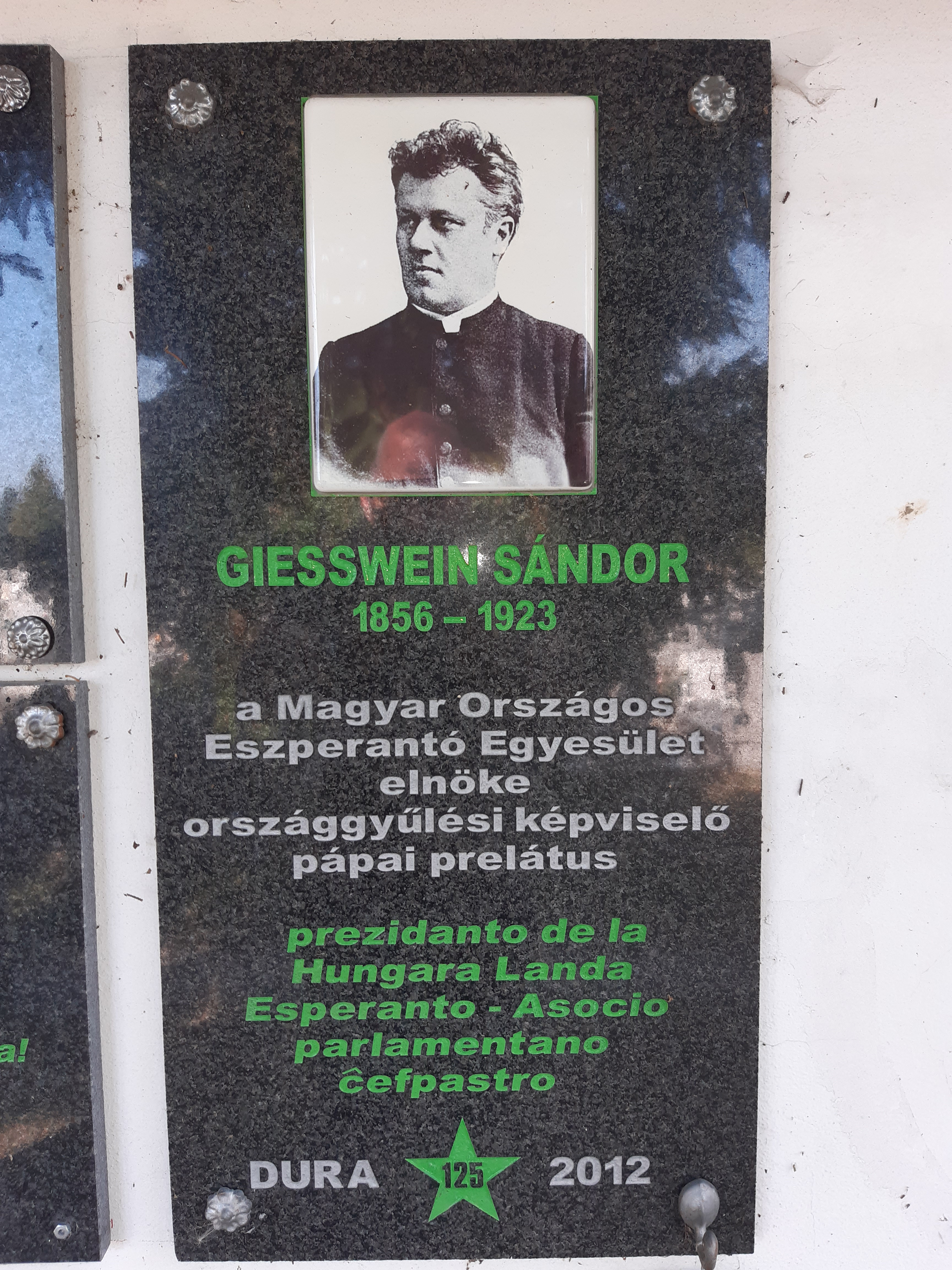
Emléktábla a dombóvári (Rákóczi utcai) katolikus temető ravatalozójának K-i homlokzatán

- Budapest VIII. Kerepesi temető, 53-1-82. Felszámolt sírhely.
- Dombóvár, katolikus temető ravatalozójának falán gránit emléktábla.[9]
- Győr, Káptalandomb 7., Római Katolikus Hittudományi Főiskola és Szeminárium fő lépcsőházában van felújítva, egy gipsz mellszobor.[10]
- Győr, Püspöki Székesegyház altemploma. Kriptafülke, vörös gránittábla.
- Mosonmagyaróvár, Szt. Gotthárd plébániatemplom, Magyar utca felőli templomkert, mellszobor.
- Pécs, Papnövelde u. Eszperantó Park. Gránit emléktábla.
- Tata, plébánia épületének homlokzatán emléktábla (Kossuth tér 15.).
- Taksony, Szent Anna templom tetején: Szobor a Giesswein síremlékéről.

## Művei, publikációi (válogatás)
- Causae et evolutio schismatis Graecorum. Dissertatio inauguralis; Recihard-Litfass, Sopron, 1880
- Mizraim és Assur tanúsága. Az ó szövetségi szt iratok hitelessége és isteni sugalmaztatása az aegyptológia világításában. 1-2. köt. Győr, 1887-88 (http://lexikon.katolikus.hu/G/Giesswein.html)
- Buddhizmus és kereszténység. Vallástudományi tanulmány; Buzárovits Ny., Esztergom, 1889
- Az összehasonlító nyelvészet fő problémái (Győr, 1890)
- Az ó-egiptomi Halottak Könyve; Pallas Ny., Budapest, 1890
- A vallás alapja és eredete, különös tekintettel a modern vallásbölcseleti elméletekre; Athenaeum Ny., Budapest, 1895
- A katholikus egyház társadalmi missiója (Győr, 1896)
- Munkásvédelem (1901)
- Történelembölcselet és szociológia; Stephaneum Ny., Budapest, 1904 (A Szent-István-Társulat Tudományos és Irodalmi Osztályának felolvasó üléseiből)
- Társadalmi problémák és keresztény világnézet (Budapest, 1907)
- Egyiptom és a Biblia (Budapest, 1909)
- Világegyetem és a lélek világa (Budapest, 1913)
- Keresztény szociális törekvések a társadalmi és gazdasági életben (Budapest, 1913)
- A szociális kérdés és a keresztény szociálizmus. Népiratkák 294. Szent István Társulat Budapest (1914)
- A háború és a társadalomtudomány (Budapest, 1915)
- Egyén és társadalom (Budapest, 1915)
- Új idők küszöbén (Budapest, 1918)
- Háború és béke között; Stephaneum Ny., Budapest, 1921 (Auróra könyvtár)